# Cane da assistenza
Un cane d'assistenza è un cane addestrato per aiutare o assistere un individuo con una disabilità. Molti sono allenati da un'organizzazione di cani d'assistenza o dal loro gestore, spesso tramite l'aiuto di un professionista.

## Classificazione
I cani da assistenza si dividono in due categorie: cane guida e cani che lavorano nelle strutture. I cani guida sono cani allenati individualmente per fare il lavoro o eseguire compiti per le persone con disabilità. I governi statali e locali, imprese e organizzazioni no profit che aiutano il pubblico in generale devono consentire il servizio di animali da accompagnamento per i disabili, in tutte le aree aperte al pubblico. I cani che lavorano nelle strutture sono utilizzati per lavorare in maniera professionale e aiutare molte persone.
Esempi comuni di cani guida includono:
- cane guida che aiuta i ciechi, gli ipovedenti e coloro che hanno problemi di vista.
- Cane da assistenza per persone sorde, o “cane da segnale”, aiutano i sordi e coloro che hanno problemi di udito.
- Cane da assistenza per chi ha problemi di mobilità.
- Cane da allerta medica.
- Cane guida per persone con disturbi psichiatrici.
- Il cane da assistenza alla mobilità aiuta il suo portatore ad alzarsi.

Esempi comuni di cani che lavorano in strutture includono:
- I cani nel campo della giustizia sono gestiti da professionisti che operano nei centri legali. Sono utilizzati per assistere persone vittime di crimini, testimoni e altre persone durante le inchieste e le perseguimento dei crimini o altri processi legali.
- Cani utilizzati in centri educativi sono impiegati da insegnanti di educazione speciale per facilitare l'interazione con gli studenti.
- Cani utilizzati in centri di salute spesso affiancano terapisti, psicologi e altri professionisti del settore medico per facilitare il recupero e la gestione dei sintomi dei pazienti.

## Tutela nell'Unione Europea
L'Unione europea garantisce al disabile il diritto di portare con sé il proprio cane da assistenza nei trasporti effettuati con vettori aerei. Tuttavia vi sono delle limitazioni, per ragioni di sicurezza, al numero di persone disabili che possono usufruire di ciò, dipendenti dalle dimensioni dell'aeromobile.